# Beyond the Banana Islands
«Beyond the Banana Islands» («BBI»; рус. «По ту сторону Банановых Островов») — студийный альбом музыканта Юрия Чернавского, вышедший в 1993 году.

## Об альбоме
Юрий Чернавский является автором, идеологом и исполнителем культового советского рок-альбома «Банановые Острова», который был создан в 1983 году.
Beyond the Banana Islands написан в стиле прогрессивного рок-фьюжн, спродюсирован, записан и исполнен в 1993 году. Музыка в стиле электо-фьюжн всегда привлекала Чернавского, им было написано множество композиций в этом стиле, но в качестве сольного альбома была выпущена впервые.
Слова к песням были написаны Брюсом Хаммондом и в своём смысле определили стиль, который стремился реализовать автор. Брюс и Юрий уже работали вместе несколько лет и идея была близка и понятна обоим. Чернавский и на английском языке продолжал «Банановую» традицию ироничного и, на первый взгляд, лёгкого понимания вещей. Однако при ближайшем рассмотрении эта философия изнутри оказывалась переплетением порой противоположных понятий, рассматриваемых с самой неожиданной точки зрения. Всё это производило впечатление лёгкого сумасшествия, так присущего окружающему миру.
Как ни странно, люди мгновенно понимают такую форму подачи темы (вспомним работу Чернавского «Банановые острова», принятую на «ура» молодёжью и категорически запрещённую апологетами «умных» банальностей). Но на этот раз альбом был выпущен небольшим тиражом, без какой-либо рекламы и получил исключительно широкое распространение в среде профессиональных музыкантов.
…"And now for something completely different", как говорит ехидный голос в самой ехидной песне альбома. Электропоп изменился за десять лет, склоняясь к электрорэпу, но осталось главное: выверенная шизофрения, изуродованные до неузнаваемости музыкальные цитаты, объемность звука, зацикленность на некоторых ходах. И вместе с тем — идеальные аранжировки. Отстранённость здесь подслащена чувством юмора, и даже примитивнейший, отталкивающий дизайн обложки кажется веселым трюком. Все это заманивает, затягивает, бьет по голове, но, честно говоря, крайне далек этот альбом от народа, даже дальше, чем «по ту сторону»…

15.10.2002, Ксения Рождественская
В то время до народа эта работа толком так и не дошла, так как издатели «General Records» посчитали музыку слишком продвинутой и раритетной. Однако музыкальные критики до сих пор считают «Beyond the Banana Islands» первой серьёзной работой, записанной русским автором на уровне европейской музыкальной волны начала 1990-х годов.
Как отметил в аннотации к альбому российский рок-критик А. Троицкий:
Юрий Чернавский получил классическое музыкальное образование, стал известным джаз-саксофонистом, потом знаменитым рок-клавишником, потом великим поп-аранжировщиком и композитором. Работая в Берлине с 1990 года, Ю. А. Чернавский идёт своим путём в музыке. В его творчестве сочетаются нечеловеческий профессионализм, чувство юмора, коммерческая интуиция и чистое безумие. Он обогатил русский музыкальный словарь терминами «фишка» и «чума»…

## Список композиций
- По ту сторону Банановых островов
- Пришелец Чу Жак
- КолоубедитутуТаутауколоЛоубедититуТаба
- Конец Дороги из жёлтого кирпича
- Я О. К.
- А-ха Кон Коко
- Нет!
- Прости меня девушка, если я разбил твоё сердце
- Инфи

## Участники записи
Издателем альбома была корпорация «EMI Music Publishing». Запись происходила в Берлине (Германия), в собственной студии Чернавского (в английской зоне Западного Берлина «Gatov»), при участии нескольких известных музыкантов из разных стран:
- Юрий Чернавский (продюсер, композитор, голос, исполнитель на клавишных и синтезаторах)
- Брюс Хаммонд (голос, тексты)
- Рене Питер Дёксен (акустическая гитара)
- Майкл Ионис (К-2000)
- Творческие сотрудники компании «Pikosso Rесоrds».